# 서한빛
서한빛(본명: 이나리, 1989년 7월 7일 ~ )은 대한민국의 레이싱 모델이다.  키 170 무게 48

## 경력

### 에이빙모델 경력
- 2018년 - 서울오토살롱 아마테라스 포즈모델
- 2017년 - 오토모티브위크 오토마일레서비스 포즈모델
- 2017년 - 서울오토살롱 나노퓨전X더브아이알 포즈모델
- 2017년 - 서울모터쇼 르노삼성 레이싱모델
- 2016년 - 서울오토살롱 레이싱모델
- 2015년 - 국제방송/음향/조명기기 전시회 소니 모델
- 2015년 - 서울국제사진영상기자재전 탐론 모델
- 2015년 - 서울국제모터쇼 인피니티 모델
- 2014년 - G-Star 액토즈소프트 파이널판타지14 모델
- 2014년 - 서울오토살롱 XTM 레이싱모델
- 2014년 - 부산국제모터쇼 튜닝 페스티벌 파이버테리어 레이싱모델
- 2014년 - 서울국제사진영상기자재전 삼성전자 모델
- 2014년 - 오토모티브위크 레이싱모델
- 2013년 - 대구 스트리트 모터 페스티벌 레이싱모델
- 2012년 - 부산 국제 모터쇼 레이싱모델

### 레이싱모델 경력
- 2019년 - 한국타이어 스폰서쉽 및 아트라스BX 레이싱팀 전속모델
- 2017년 - 헌터인제 레이싱팀 모델
- 2016년 - CJ대한통운 슈퍼레이스 본부 전속모델
- 2015년 - KSF 서한-퍼플모터스포트 팀 레이싱모델
- 2013년 - F1 코리아 그랑프리 레이싱모델
- 2012년 - 헬로모바일 슈퍼레이스 챔피언십 레이싱모델
- 2012년 - KSRC 코리아 스쿠터레이스 챔피언십 레이싱모델